# Cnestidium
Cnestidium é um género botânico pertencente à família Connaraceae.

## Espécies
- Cnestidium bakeranum
- Cnestidium froesii
- Cnestidium guianense
- Cnestidium lasiocarpum
- Cnestidium refuscens

1. ↑  «Cnestidium — World Flora Online». www.worldfloraonline.org. Consultado em 19 de agosto de 2020